# Houndé
Houndé is een stad in Burkina Faso en is de hoofdplaats van zowel het gelijknamige departement als van de provincie Tuy. Tuy is een van de drie provincies van de Regio Hauts-Bassins.
Houndé telde in 2006 bij de volkstelling 34.669 inwoners.